# Happy Birthday (Eden)
Happy Birthday – studyjny album zespołu Eden z 2000 roku.
Utwór Happy Birthday w 1999 roku wywalczył 5. miejsce w izraelskim finale konkursu Eurovision.

## Lista utworów
1. "EDEN – Happy Birthday" – 3:18
2. "EDEN – Jerusalem" – 5:29
3. "Gabriel Butler, Eddie Butler – Up and Down (remix)" – 3:29
4. "Gabriel Butler – It s my life" – 3:04
5. "EDEN – Bo neshane" – 3:34
6. "EDEN – Bokheh" – 5:06
7. "Gabriel Butler, Subliminal – Up and Down" – 4:24
8. "EDEN – Meaz" – 3:16
9. "EDEN – Meohav" – 5:32
10. "EDEN – Itach" – 5:42
11. "EDEN – Baby" – 4:46
12. "Gabriel Butler – Yafim" – 5:12

## Twórcy
- Eden, Gabriel Butler, Eddie Butler, Subliminal – wokal
- Eden, Andrzej Gąsiorowski – muzyka, produkcja